# Golfo de Bengala

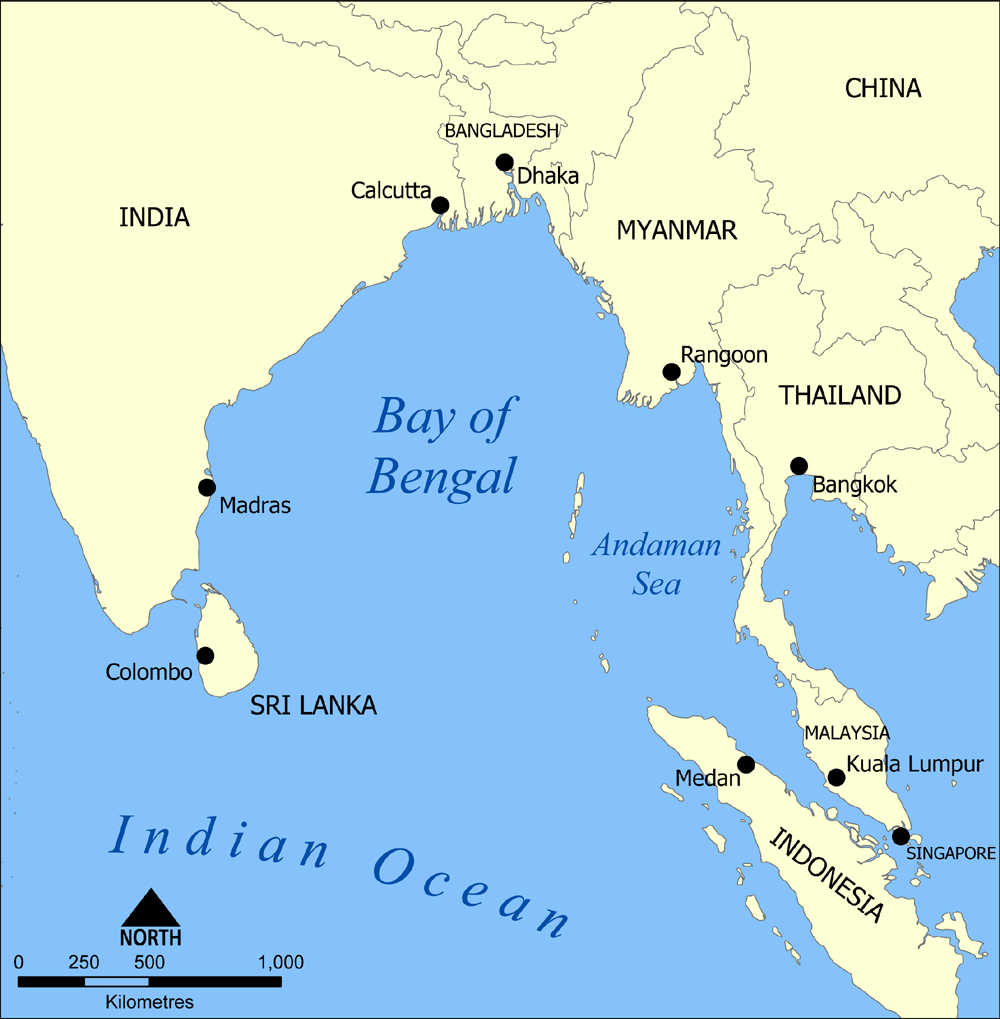
Golfo de Bengala

A baía ou golfo de Bengala (em bengali: বঙ্গপসাগর; bangapasagar) é a maior baía do mundo e está localizada na parte nordeste do oceano Índico.
Assemelha-se à forma de um triângulo e limita a leste com a península Malaia, a oeste com a Índia e o Sri Lanca e ao norte com Bangladexe e o estado indiano de Bengala Ocidental. No seu interior ficam as ilhas Andamão, que delimitam o mar de Andamão, e as ilhas Nicobar, que compõe o território indiano de Andamão e Nicobar
Diversos rios importantes da Índia desaguam na baía de Bengala: no norte o rio Ganges, o rio Meghna e o rio Bramaputragaloaputra e no sul o Mahanadi, o Godavari, o Krishna e o Kaveri.
Do ponto de vista ecológico, a Baía é única, pois recebe a descarga do terceiro maior sistema fluvial do mundo – dos rios Ganges, Brahmaputra e Meghna – o que produz um enorme fluxo de sedimentos de água doce, ricos em nutrientes.

## Etimologia

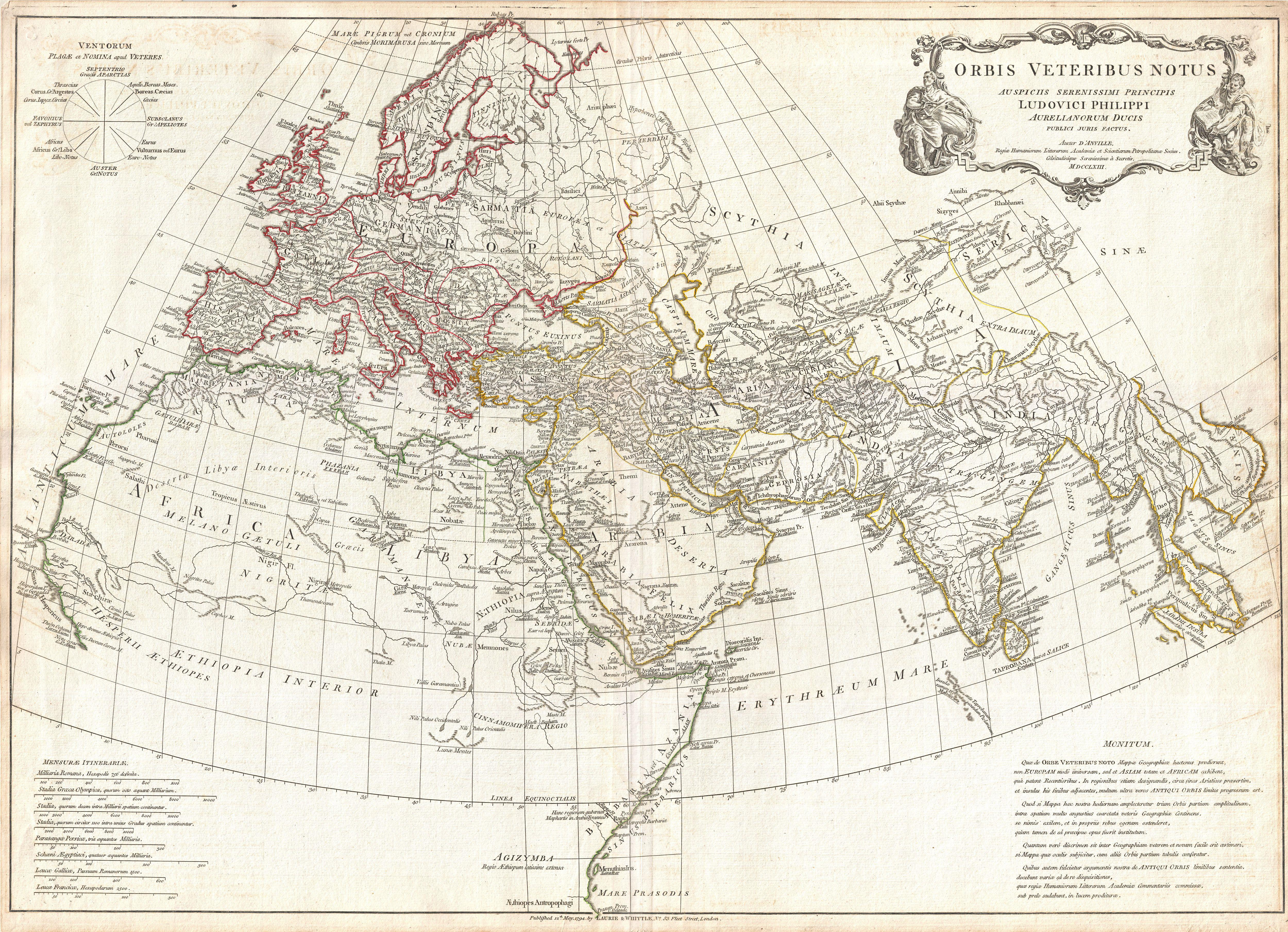
Mapa de 1794

A baía recebe o nome da região histórica de Bengala (atual Bangladexe e o estado indiano de Bengala Ocidental). Nas escrituras antigas, este corpo de água pode ter sido referido como Mahodadhi (sânscrito: महोदधि; significando grande recipiente de água) enquanto aparece como Sinus Gangeticus ou Gangeticus Sinus, significando "golfo do Ganges", em mapas antigos.
O outro nome sânscrito para o golfo de Bengala é Purvapayodhi (sânscrito: पूर्वपयोधि; significando Oceano Oriental). O nome bengali "Bongoposagor" (বঙ্গোপসাগর) derivou do inglês de "baía de Bengala". Da mesma forma, o nome Odia "Bangaposagara" (ବଙ୍ଗୋପସାଗର) ou outros nomes indianos foram atribuídos posteriormente pela tradução do dialeto colonial (da colonização inglesa).

## História

### Rota de migração
Em fevereiro de 2016, o Alto-comissariado das Nações Unidas para os Refugiados alertou que a travessia pela baía de Bengala era mais perigosa do que no mar Mediterrâneo. Segundo a entidade, cerca de 33,6 mil refugiados e migrantes haviam tentado fazer a travessia pela baía em 2015 - a maioria sendo de Bangladexe e da etnia minoritária ruainga - sendo que 1,3% haviam morrido, contra 0,38% dos que havia migrado pelo Mediterrâneo.

### Ilha Sentinela do Norte
Em 2018, um missionário dos Estados Unidos foi morto a flechadas ao tentar contato com uma tribo isolada da Ilha Sentinela do Norte, que fica no arquipélago de Andamão e Nicobar, na baía de Bengala.

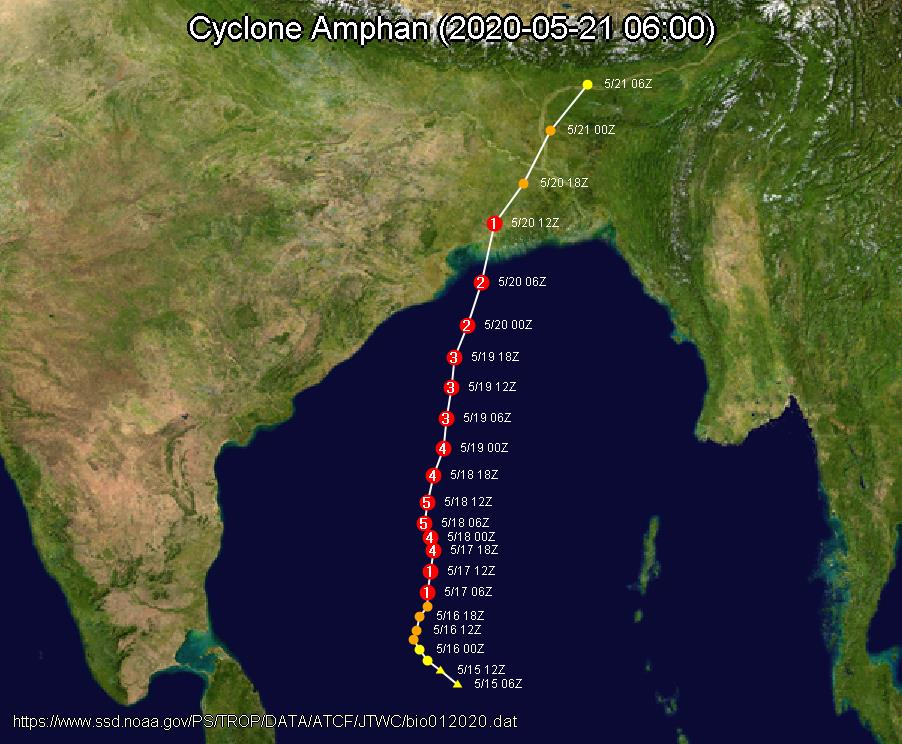
A rota do Amphan sobre Bengala

## Rota de ciclones
A Baía é rota dos ciclones do Pacífico durante a temporada anual e "viu" ciclones catastróficos como o Amphan em 2020, que se desenvolveu no sudeste de Bengala.

## Ecossistema
Um estudo publicado em 2016 pelo Conservation Genetics reforçou a crença de que Bengala tem características ecológicas únicas que contribuem para a evolução de novas espécies marinhas. Na época, se constatou, por exemplo, que duas espécies de golfinhos (Tursiops aduncus e Sousa spp.) que habitam as águas do Bangladexe, na baía de Bengala, eram diferentes do ponto de vista genético se comparados com golfinhos das mesmas espécies de áreas vizinhas.